# Spelaeoblatta gestroi
Spelaeoblatta gestroi är en kackerlacksart som beskrevs av Bolivar 1897. Spelaeoblatta gestroi ingår i släktet Spelaeoblatta och familjen Nocticolidae. Inga underarter finns listade i Catalogue of Life.